# آزمایش‌های گونه‌زایی در آزمایشگاه

ساده‌سازی یک آزمایش گونه‌زایی آلوپاتریک که در آن دو خط مگس میوه روی محیط‌های مالتوز و نشاسته پرورش می‌یابند.

آزمایش‌های آزمایشگاهی گونه‌زایی برای هر چهار حالت گونه‌زایی انجام شده‌است: ناهمجا، دگرجا، پیرابوم و هم‌بوم، و فرآیندهای مختلف دیگری که شامل گونه‌زایی می‌شوند: دورگه‌زایی، تثبیت، اثر بنیان‌گذار و غیره. بیشتر آزمایشها روی مگس‌ها، به ویژه مگس دروزوفیلای سرکه انجام شده‌است. با این حال، مطالعات جدیدتر مخمرها، قارچ‌ها و حتی ویروس‌ها را نیز آزمایش کرده‌اند.
پیشنهاد شده‌است که آزمایش‌های آزمایشگاهی به دلیل جمعیت کوچک و نسل‌های محدود، برای رویدادهای گونه‌زایی ویکارین (آلوپاتریک و پری‌پاتریک) مناسب نیستند. اکثر برآوردهای حاصل از مطالعات طبیعت نشان می‌دهد که گونه‌زایی صدها هزار تا میلیون‌ها سال طول می‌کشد. از سوی دیگر، تصور می‌شود که بسیاری از گونه‌ها سریع‌تر و اخیراً گونه‌زایی کرده‌اند، مانند ماهی‌های اروپایی (Platichthys flesus) که در مناطق دریایی و کفی تخم‌ریزی می‌کنند - که در کمتر از ۳۰۰۰ نسل به‌صورت آلوپاتریک گونه‌زایی کرده‌اند.